# Kevil
Kevil é uma cidade localizada no estado americano de Kentucky, no Condado de Ballard.

## Demografia
Segundo o censo americano de 2000, a sua população era de 574 habitantes.
Em 2006, foi estimada uma população de 570, um decréscimo de 4 (-0.7%).

## Geografia
De acordo com o United States Census Bureau tem uma área de
1,7 km², dos quais 1,7 km² cobertos por terra e 0,0 km² cobertos por água.

## Localidades na vizinhança
O diagrama seguinte representa as localidades num raio de 20 km ao redor de Kevil.